# Music for Nations
La Music for Nations era un'etichetta britannica di genere rock, filiale della Zomba Records. 

## Storia
Fondata nel 1983 da Martin Hooker, la Music for Nations divenne presto leader delle vendite europee nel genere heavy metal, mantenendo sotto contratto band come Metallica, Slayer e Megadeth. Ben presto l'etichetta cominciò a vendere anche in USA, con artisti come gli Opeth, gli Anathema, i Cradle Of Filth, i Testament e altre band heavy metal. Nel 2004 la Music for Nations chiuse i battenti per fallimento.

## Artisti
- Acid Drinkers
- Amplifier
- Anathema
- Annihilator
- Apes Pigs and Spacemen
- Battleaxe
- Blind Illusion
- Cradle of Filth
- Demolition 23
- Dispatched
- Entombed
- Exciter
- Freak of Nature
- Godflesh
- Hardcore Superstar
- Lion
- Lost Horizon
- Manowar
- Metallica
- Opeth
- Paradise Lost
- Poison
- Q5
- Rox
- Spiritual Beggars
- Tigertailz
- Tyketto
- Venom (1989-1992)
- W.A.S.P.